# Temascalapa
Temascalapa es una localidad mexicana y cabecera del municipio de Temascalapa, Estado de México, está ubicada al norte de la Ciudad de México y al oeste del municipio, es una población cercana a la frontera con el Estado de Hidalgo, está conectada con la ciudad de Tizayuca por vía terrestre. Antiguamente esta localidad era conocida como San Francisco Temascalapa.

## Toponimia
El nombre del municipio tiene sus orígenes en la lengua náhuatl. De forma común, el pueblo es conocido como Temascalapa, sin embargo, de acuerdo con lo que se sabe en la actualidad, este nombre es resultado de una alteración lingüística perpetrada por los años. Así pues, el nombre original, que proviene de la transcripción de la pronunciación de la palabra en náhuatl en la escritura castellana es "Temazcalapan", palabra que hace referencia a la tradición prehispánica conocida como "temazcal" . Aunque aún no hay un registro arqueológico que patente la práctica de este ritual prehispánico en el municipio, la tradición oral cuenta que dicha práctica ha abundado en el territorio desde antes del siglo XX. Según una de las tradiciones escritas, el Códice Matrícula de Tributos; los temazcales pudieron existir en territorio temascalapense desde antes de la llegada de los españoles. 
Para entender el significado de la palabra Temazcalapan, es necesario dividir este nombre en tres morfemas: temascal - a - pan: el primer morfema, "temazcal", que hace referencia a la palabra en náhuatl “temazcalli”, denominación nahua para el tradicional baño de vapor, el segundo morfema, "a”, que viene de la palabra náhuatl "atl" , significa “agua” y el tercer morfema, “pan”, que funge como locativo. Al fusionarlos, se obtienen dos significados, que han sido objeto de críticas por su deficiencia de traducción: el primero y oficial “en los baños de vapor”, y el segundo, menos popular: “en el agua de los temazcales". El significado propuesto por la gente intelectual nahuahablante es "en el río del temazcal".
Otro dato importante en la toponimia del municipio, es que en la época colonial se le agregó el nombre del santo patrono al nombre náhuatl originario. Así, al pueblo se le conocía como San Francisco Temazcalapan en honor al santo patrono de esta comunidad. Sin embargo, esto no perduró a lo largo de los siglos y ahora sólo se le conoce por su nombre nahua.

## Historia

### Época prehispánica
En realidad Temascalapa o mejor dicho Temazcalapan, ya existía desde antes de que aconteciera la llegada de España a lo que hoy es actualmente el territorio mexicano. Como claro antecedente de este hecho se encuentra el códice Matrícula de Tributos o más conocido como códice Mendocino, es este revelador documento el que atestigua la presencia de Temascalapa desde tiempos inmemorables. Al margen de este papel amate, se encuentra un símbolo de la antigua escritura nahua, el cual está pictóricamente representando un temazcal. Algunos otros glifos pictóricos pertenecientes a localidades de este municipio también aparecen en este códice precolombino, tal es el caso de Tlachiahualpa, Teacalco y Maquixco. Un dato más curioso aún, es la presunción del paso de Hernan Cortes por estos rumbos antes de que ocurriera la famosa batalla de Otumba.
Otro indicio clave que también podemos considerar para aprobar la existencia de Temascalapa en el antiguo Valle del Anáhuac, es el rico patrimonio arqueológico que ha sido encontrado dentro de la comunidad, desde idolitos, cerámicas e inclusive algunos petrograbados. De lo único que aún no se encuentra rastro alguno, es de arqueología monumental que tenga que ver directamente con esta época.
No hay que olvidar que Temazcalapan ocupaba territorialmente la última parte norte de la gran Cuenca de México, la cual albergaba los extintos lagos de Texcoco, Chalco, Xochimilco y Zumpango, además tampoco podemos descartar que pudo estar influenciada directamente por la cultura que albergó Teotihuacán rumbo al clásico mesoamericano, esto debido a la cercanía con dicha ciudad. Para concluir con este pequeño breviario histórico, Temazcalapan era un poblado tributario que pagaba impuesto a la triple alianza compuesta por Texcoco, Tacuba, Tenochtitlan, el mismo caso puede decirse para Tlachiahualco (Tlachiahualpa), Tecalco (Teacalco) y Maquixco.
Un hecho imprescindible y criticable, es que Temascalapa ha sido incluso olvidado por las investigaciones arqueológicas e históricas, esto debido quizás a que no cuenta con una arqueología monumental como otros municipios cercanos, posiblemente esto ha derivado a que exista saqueo y maltrato del pequeño patrimonio arqueológico temascalapense.

### Época colonial

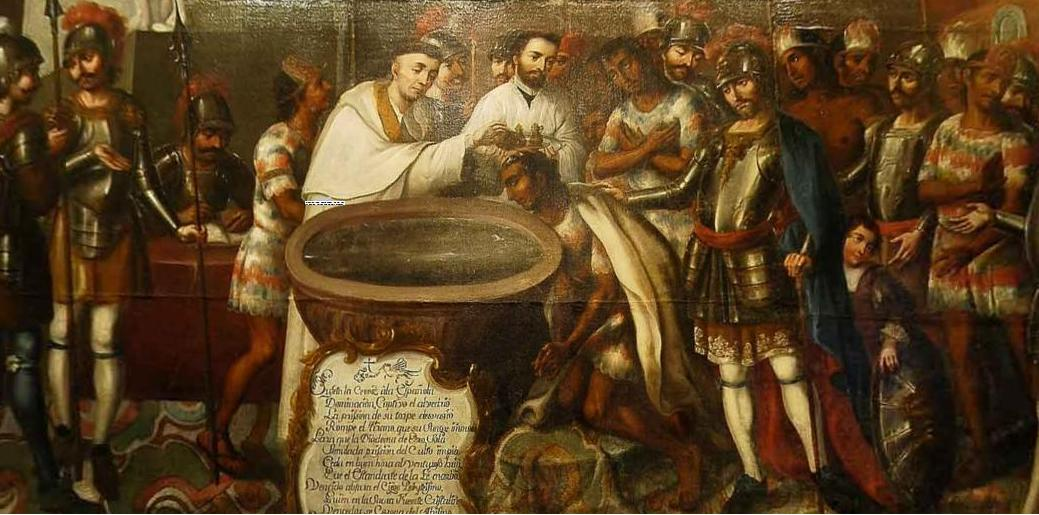
Evangelización por la Orden Franciscana

En este periodo que comprende desde la derrota de  Tenochtitlán por la alianza de españoles y nativos y que termina tras la rebelión independentistas de 1810. Podemos argumentar que en Temascalapa la evangelización de los indios por parte de la orden misionera franciscana se hizo ver a partir de la segunda mitad del siglo XVl, esto según la datación de la arquitectura eclesiástica que actualmente existe en el municipio. De hecho existen algunos petrograbados todavía con técnica prehispánica en la Iglesia de San Juan Teacalco.
Cabe recordar que Temascalapa en los años de la colonia era conocido como San Francisco Temazcalapa. Y que además otros pueblos con topónimos prehispánicos,  se le antepuso el nombre del patrono que le correspondió, ejemplo de ello es el caso de Santa María Maquixco, Santa Ana Tlachiahualpa y San Juan Teacalco.
No está por demás agregar que en esta época el territorio que actualmente compone temascalapa, fue un lugar elegido por la burguesía extranjera para implementar sus haciendas. Algunas haciendas que actualmente se conservan en el municipio son la Exhacienda de Paula y la Exhacienda de San Ignacio, patrimonio cultural tangible del municipio.

## Cultura y patrimonio

### Temazcal

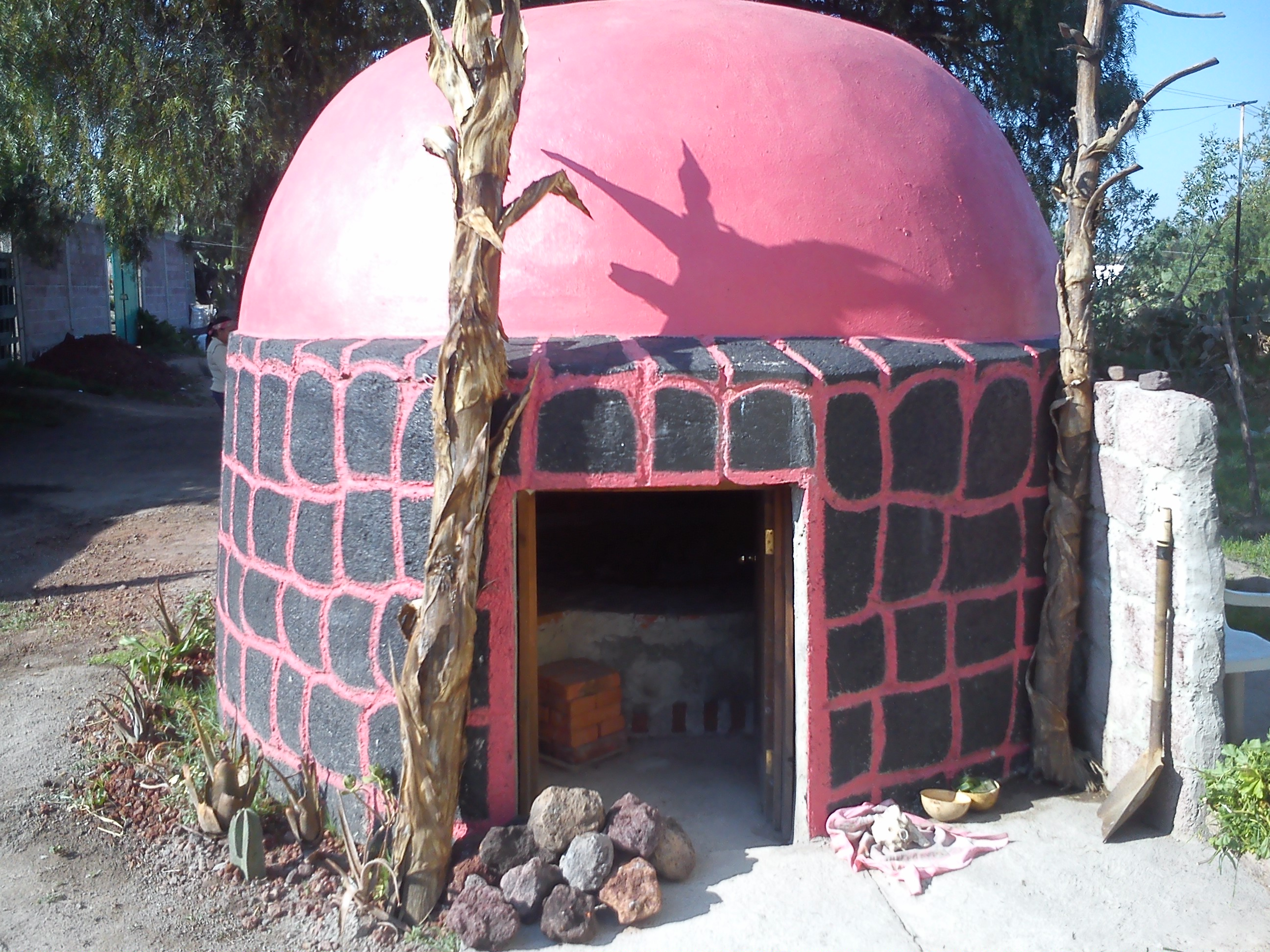
Temazcal en Temascalapa, Estado de México,

Proviene del vocablo náhuatl Temazcalli que dividido en dos morfemas [tema (vapor) y calli (resguardo)] significa lugar o habitación donde se resguarda el vapor. El Temazcal básicamente es una habitación de tezontle, piedra volcánica, adobe o carrizo con especial arquitectura en forma de iglú o domo, en donde internamente son acomodadas piedras incandescentes; ciertas rocas son roseadas por un té preparado de yerbas medicinales, lo cual provoca un vapor bochornoso que es inhalado por los participantes que previamente entraron. Etnológicamente, este acontecimiento es conocido como una práctica ritual nahua precolombina, que logró sobrevivir tras el atropello de la invasión española a América. A decir verdad, como pueblo, dicho patrimonio cultural le ha pertenecido a Temascalapa desde hace más de medio siglo, previo que el códice prehispánico matrícula de tributos nos revela el glifo toponímico de tal municipalidad, símbolo pictográfico que figura la arquitectura de un temazcal prehispánico y que evidencia nuestra presencia en el Valle de México desde tiempos incompresibles.
En la mayoría de las veces, esta tradición ritual ha sido desprestigiada por la medicina ortodoxa y en otros casos mal confundida con cualquier típico baño de vapor como la sauna,sin embargo la gente que se identifica con él, sabe claramente que esto no es así, dado que el temazcal al ser una práctica precolombina conlleva toda una liminalidad terapéutica de sanación física y anímica.
Esta práctica municipal, si bien ha venido a menos, existen algunos temazcales privados que brindan servicio principalmente los fines de semana y días feriados. Actualmente se reconoce el Temazcal como el máximo patrimonio cultural del municipio.

### Fiestas franciscanas del 4 de octubre

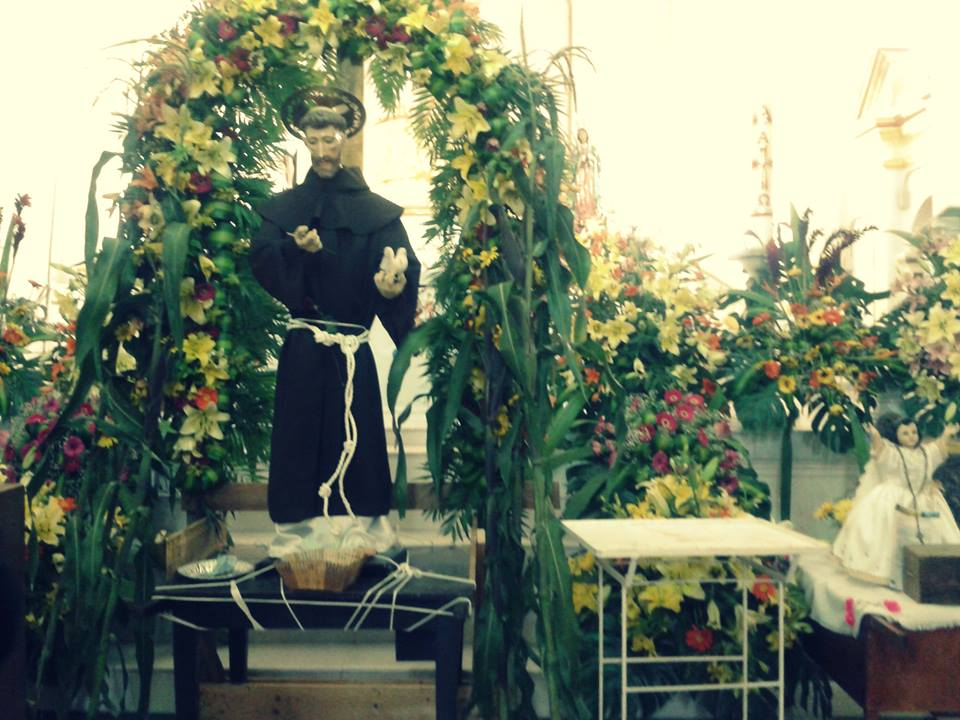
San Francisco de Asís, santo patrono del pueblo de Temascalapa.

Debido a que la mayoría de la población en el municipio profesa la religión católica, el día 4 de octubre se realiza la fiesta más importante de todas sus festividades, el culto al Santo Patrono de San Francisco de Asís se hace ver desde las calles y avenidas principales a través de sus procesiones.

### Carnaval de Ixtlahuaca de Cuauhtémoc
El carnaval es un ritual que tiene que ver directamente con la religión católica; es necesario saber que está directamente relacionado con la entrada de la cuaresma. En esta localidad de Temascalapa se lleva a cabo de una manera muy singular a diferencia de otros lados. En él participa gente de todas las edades, sin importar clases sociales ni lugar de procedencia. Este espacio ritual se caracteriza por un rompimiento de la estructura social, donde los participantes salen a las calles comportándose de una manera opuesta o extraña, justificando su rebeldía con la fiel excusa que esta próxima la cuaresma. Recordemos que la cuaresma en el ámbito católico es un lapso de tiempo donde no se permite los fetiches ni lujos, es un momento de vigilia, ascetismo y ayuno, esto según el catolicismo ortodoxo.

### Gastronomía
En realidad la gastronomía temascalapense puede variar por temporada, esto siempre depende según la estación del año y el relieve del clima.
Se come la flor de maguey, regionalmente conocida como "quiote", las acostumbran con huevo o guisadas al gusto, al igual que las flores de calabaza. Otro elemento típico de su gastronomía son los "chapulines" al comal, además de los "chinicuiles" o gusanos rojos de maguey que pueden ser guarnición de algún platillo fuerte o ser componente de una picosa salsa. A decir verdad, los chinicuiles, los chapulines y los caracoles son proteínas identitarias del municipio, cuya demanda es muy solicitada por los visitantes.
El platillo de mayor demanda dentro de la comunidad es la tradicional barbacoa de borrego, chivo, res, pollo e inclusive cerdo y conejo. La barbacoa junto con su consome tradicional, se prepara en horno de pozo o comúnmente denominado de suelo, dicho horno debe estar calentado por leña y algunos tezontles que conservan el calor, además de estar rodeado y cubierto por pencas de maguey, este último es lo que le da sabor a la carne que se pretende cocinar. El singular platillo se come a manera de taco con tortillas de maíz hechas a mano, este festivo y ritual platillo no debe faltar en las fiestas que engalanan a esta comunidad.

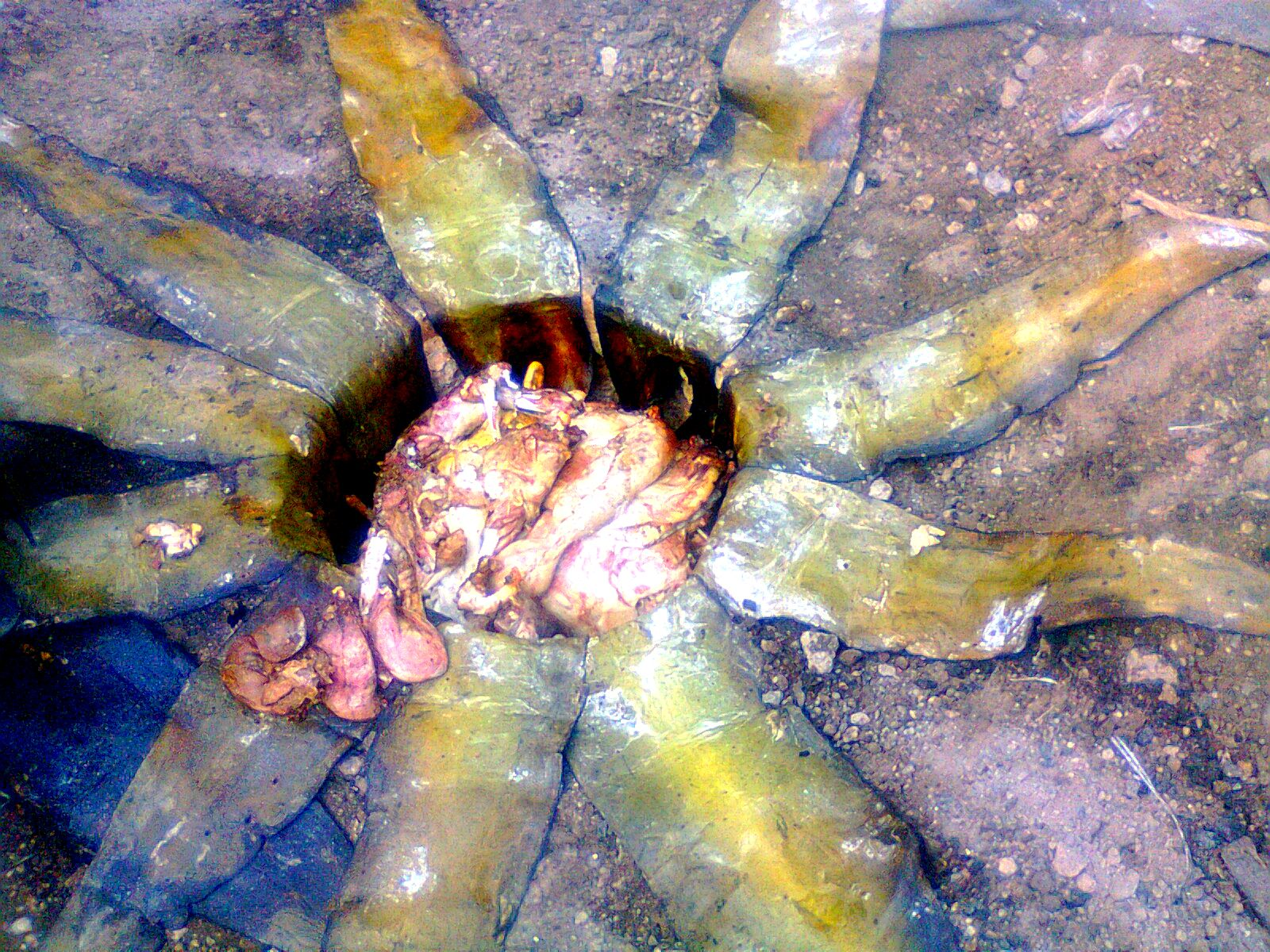
Barbacoa de Cordero

El "Ximbo" es un cubo hecho con penca de maguey relleno de barbacoa de carne y verdura regional. Actualmente se convirtió en un platillo peculiar no solo de Temascalapa sino de la región, es muy parecido al típico mixiote, sin embargo la presentación y porción es lo que cambia. Este platillo puede ser preparado con carne de conejo, pollo o costilla y cuerito cerdo, de guarnición lleva cebolla, papa, nopales y xoconoscle picados.
El mixiote es la piel del maguey que se utiliza para envolver especias, xoconostle, verduras, nopales picados acompañado de cualquier tipo de carne, se acostumbra típicamente como compañía de la barbacoa.
En las bebidas, el pulque natural y aguamiel es por excelencia la bebida predilecta del municipio. Se toma por tradición en jarro de barro o inclusive exoticamente en xoma (una penca de maguey cuchareada). El pulque además de natural, se puede consumir mezclado con algunas frutas, esta forma peculiar de darle sabor al pulque se le conoce como "curado", y es muy fácil de encontrar en territorio temascalapense.
Otra bebida muy acostumbrada en Temascalapa es el agua de Tuna con semilla de chia. Esta semilla se caracteriza por expulsar una capa de gel natural cuando se fusiona con el agua. Se dice que es muy buena para problemas digestivos, renales y de metabolismo.
El postre puede ser algunas cuantas tunas verdes o rojas, espolvoreadas con sal, limón y chilito piquin.
En si los ingredientes que utiliza la cocina temascalapense son muy variados, y aunque aquí revelamos los platillos más sobresalientes del municipio, no podemos dejar fuera algunos otros ingredientes, como los quelites, el huitlacoche, las verdolagas, etc.